# Alfa Equulei
Alfa Equulei (α Equ, Kitalpha) – najjaśniejsza gwiazda w gwiazdozbiorze Źrebięcia. Jest odległa od Słońca o ok. 190 lat świetlnych.

## Nazwa
Gwiazda ta ma tradycyjną nazwę Kitalpha, która wywodzi się od arabskiego ‏قطعة الفرس‎ qiṭʿat al-faras, co oznacza „część konia” i było dawniej odnoszone do całej konstelacji, wyobrażającej przód zwierzęcia. Międzynarodowa Unia Astronomiczna zatwierdziła użycie nazwy Kitalpha dla określenia tej gwiazdy.

## Charakterystyka
Kitalpha to gwiazda spektroskopowo podwójna. Jaśniejszy składnik α Equ A to żółty olbrzym należący do typu widmowego G0, słabszy B to gwiazda ciągu głównego reprezentująca typ widmowy A5. Temperatury ich powierzchni to odpowiednio około 5500 i 8500 K (składnik B jest gorętszy). Łączna jasność tych gwiazd to 75 jasności Słońca. Olbrzym rozpoczął życie również będąc gwiazdą typu A, lecz mając większą masę, szybciej znalazł się na późniejszym stadium ewolucji; pomiary orbit wskazują, że jego masa to 2,1 masy Słońca; składnik B ma masę 1,9 M☉. W ciągu najbliższego pół miliarda lat także on stanie się olbrzymem i w układzie może dojść do transferu masy.
Gwiazdy znajdują się blisko w przestrzeni. Obserwacje interferometryczne ukazują, że Alfa Equulei A i B dzieli zaledwie 0,01 sekundy kątowej, co przekłada się na odległość 0,66 au, 90% odległości od Słońca do Wenus.  Okrążają wspólny środek masy w czasie 99 dni.